# Sýkorec
Sýkorec je místní část města Kopřivnice. Víceméně kolonie rodinných domů a chat se nachází mezi severním okrajem areálu továrny Tatra Kopřivnice a bývalou vesnicí Drnholec nad Lubinou. Administrativně je spolu s Drnholcem a Větřkovicemi součástí městské části Lubina.
Historicky vznikala zástavba ve vesnici v ose podél potoka jménem Sýkoreček. Poprvé je zmiňována k roku 1789, kdy byly rozděleny pozemky, které dříve patřily biskupskému panství. Obyvatelstvo bylo v 19. století většinově české národnosti, později zde byl zastoupen německý prvek. V té době tam žilo zhruba sto obyvatel. Na konci 19. století zde byla vybudována dřevěná kaplička s křížkem a zvonicí. Roku 1952 byl přičleněn k Drnoholci, který se roku 1959 sloučil s Větřkovicemi v Lubinu a ta se roku 1978 stala jednou z městských částí města Kopřivnice.
S Kopřivnicí je Sýkorec spojen prostřednictvím silnice II/480. Historicky odsud do Kopřivnice vedla stará silnice přes Maxmiliánův dvůr, kde se dnes nachází prostá pozemní komunikace.